# Riste Naumov
Riste Naumov (mazedonisch Ристе Наумов; * 14. April 1981 in Štip, SFR Jugoslawien) ist ein ehemaliger nordmazedonischer Fußballspieler.

## Verein
Naumov kam in der Saison 2004/05 von FK Cementarnica 55 zum mazedonischen Spitzenclub Vardar Skopje. Er erzielte in der letzten Saison für Vardar Skopje 23 Tore. Anschließend spielte er zwei Jahre für die zypriotischen Vereine Omonia Nikosia und Ethnikos Achnas, bevor er 2008 nach Tschechien ging. Zunächst spielte er eine Saison für Viktoria Žižkov. Von 2009 bis 2011 war er bei Slavia Prag unter Vertrag und wechselte danach für zwei Jahre zum FK Bregalnica Štip. Dort hat er auch 2016 und von 2017 bis zu seinem Karriereende im Sommer 2021 gespielt. Zwischenzeitlich bestritt er von 2014 bis 2016 noch Spiele für Maziya S&RC, Ayeyawady United (beide Myanmar) sowie den Club Eagles auf den Malediven.

## Nationalmannschaft
Von 1999 bis 2001 absolvierte Naumov acht Partien für diverse mazedonische Jugendauswahlen. Für die A-Nationalmannschaft kam er im November 2005 in zwei Testspielen gegen den Iran (2:1) sowie Paraguay (0:1) zum Einsatz. 

## Erfolge
- General Aung San Shield: 2015
- MFF Charity Cup: 2015